# 内乌托恩奇克利卡兰
内乌托恩奇克利卡兰（Neuton Chikhli Kalan），是印度中央邦Chhindwara县的一个城镇。总人口10850（2001年）。

## 人口
该地2001年总人口10850人，其中男性5651人，女性5199人；0—6岁人口1248人，其中男636人，女612人；识字率67.68%，其中男性为76.02%，女性为58.61%。